# Station Kingham
Kingham is een spoorwegstation van National Rail in Kingham, West Oxfordshire in Engeland. Het station is eigendom van Network Rail en wordt beheerd door Great Western Railway. Het station is geopend in 1855.